# Rings of Zilfin
Rings of Zilfin est un jeu vidéo de rôle développé par Ali N. Atabek et publié par Strategic Simulations sur Apple II et Commodore 64 en 1986, puis porté sur IBM PC et Atari ST en 1987.

## Trame
Le jeu se déroule dans un univers médiéval-fantastique inspiré des œuvres de Tolkien. Le joueur incarne Reis, un apprenti magicien, qui doit développer ses capacités afin de pouvoir empêcher un nécromancien démoniaque, le seigneur Dragos, de retrouver deux anneaux de pouvoirs et de les utiliser pour dominer le monde. 

## Système de jeu
Rings of Zilfin est un jeu vidéo de rôle qui se focalise sur l’histoire et l’ambiance plutôt que sur l’aspect tactique des combats ou les statistiques. Au début du jeu, le joueur n’a ainsi pas la possibilité de définir les caractéristiques de son personnage et les séquences de combat s’apparente plus à des mini-jeux d’arcade qu’a des combats tactiques comme dans Wizard's Crown ou Shard of Spring. Il contient également de nombreuses énigmes, principalement basées sur la manipulation d’objet, qui lui vaut d’être considéré comme un hybride de jeu d’aventure et de jeu de rôle par le journaliste Matt Barton. La majeure partie du jeu est consacré au voyage du héros entre différents villages que le joueur doit visiter pour obtenir des informations. Sur la route, le personnage peut notamment ramasser des plantes, comme des champignons et des herbes, capable d’améliorer ses statistiques ou de le soigner d’un empoisonnement. En voyageant, le personnage se fatigue et il doit donc se reposer pour retrouver de la vitalité. De la même manière, combattre ou lancer un sort fatigue le héros.

## Développement et publication
Rings of Zilfin est conçu par Ali N. Atabek comme un jeu vidéo de rôle destiné aux débutants. Il est publié par Strategic Simulations au printemps 1986 sur Apple II et Commodore 64. Il est ensuite porté sur IBM PC et sur Atari ST en août 1987,,.

## Accueil
Rétrospectivement, Matt Barton considère Rings of Zilfin comme un jeu intéressant et très différent des autres jeux de rôle publiés par Strategic Simulations, notamment par ses côtés parodique et humoristique,. Au total, 17 479 copies du jeu sont vendues par Strategic Simulations. Après Rings of Zilfin, Ali N. Atabek développe la trilogie The Magic Candle.